# Waterford North
Waterford North is een plaats (census-designated place) in de Amerikaanse staat Wisconsin, en valt bestuurlijk gezien onder Racine County.

## Demografie
Bij de volkstelling in 2000 werd het aantal inwoners vastgesteld op 4761.

## Geografie
Volgens het United States Census Bureau beslaat de plaats een oppervlakte van 34,5 km², waarvan 29,5 km² land en 5,0 km² water.

## Plaatsen in de nabije omgeving
De onderstaande figuur toont nabijgelegen plaatsen in een straal van 12 km rond Waterford North.